# داربي الشمالية (دائرة انتخابية في المملكة المتحدة)
داربي الشمالية (بالإنجليزية: Derby North)‏ هي إحدى الدوائر الانتخابية في المملكة المتحدة الممثلة في مجلس العموم في برلمان المملكة المتحدة.
عضو البرلمان الذي يمثلها حالياً هو :Mr Bob Laxton (Lab).